# 2. kongres Občanské demokratické strany
2. kongres ODS se konal 26. dubna 1992 v Luhačovicích.

## Dobové souvislosti a témata kongresu
V dubnu 1992 se Československo blížilo k volbám do Federálního shromáždění i do republikových národních rad. Téma volební kampaně dominovalo i kongresu ODS, který schválil volební program strany nazvaný Svoboda a prosperita. Šlo o nevolební kongres, takže neproběhly zásadnější personální proměny, s výjimkou dodatečné volby členů Výkonné rady ODS zejména ze Slovenska. Tam totiž od počátku roku 1992 probíhala výstavba struktur ODS. 5. února 1992 byla ODS na Slovensku oficiálně zaregistrována a 20. března 1992 uzavřela koalici s Demokratickou stranou.

## Personální složení vedení ODS po kongresu
Složení vedení ODS zachováno podle výsledků volebního 1. kongresu ODS. Provedena pouze dovolba Výkonné rady ODS
- za severní Čechy Filip Šedivý
- za Slovensko: Hilda Horská, Otta Malík, Eva Sahligerová, Miloš Sladký[3]